# 肯·劳夫曼
肯·劳夫曼（英語：Ken Laufman，1932年1月30日—），加拿大男子冰球运动员，司职前锋。他曾代表加拿大参加1956年和1960年冬季奥林匹克运动会冰球比赛，获得一枚银牌和一枚铜牌。